# John Man
John Anthony Garnet Man (Tenterden, 15 maggio 1941) è uno storico e scrittore britannico.
Si interessa principalmente di Cina, Mongolia e di storia della comunicazione scritta. Nei suoi lavori spesso combina la narrazione storica con le sue esperienze di viaggio.

## Biografia
John Man ha studiato tedesco e francese al Keble College, Oxford, prima di intraprendere due corsi di laurea specialistica, una laurea in storia e filosofia della scienza a Oxford e una in lingua mongola alla School of Oriental and African Studies, quest'ultima completata nel 1968.
Dopo aver lavorato come giornalista per Reuters e nell'editoria con Time-Life Books, riprese a scrivere occasionalmente per il cinema, TV e radio.
Negli anni novanta cominciò a scrivere una trilogia sulle tre maggiori rivoluzioni inerenti alla scrittura: l'origine della scrittura, l'alfabeto e la stampa a caratteri mobili. Il risultato di questo lavorò furono due libri: Alpha Beta e The Gutenberg Revolution, entrambi pubblicati nel  2009. Il terzo, sull'origine della scrittura, è in sospeso, perché dipende dall'accesso in Iraq.
Riprese a scrivere della Mongolia con Gobi: Tracking the Desert, il primo libro riguardante questa regione dagli anni venti. Il lavoro in Mongolia portò Man a scrivere Genghis Khan: Life, Death and Resurrection, tradotto fino ad ora in 21 lingue diverse. Attila the Hun e Kublai Khan: The Mongol King Who Remade China hanno completato la trilogia di Man sui sovrani asiatici.
L'uscita diTerracotta Army  coincise con la mostra tenuta al British Museum tra settembre 2007 e aprile 2008. Il lavoro successivo fu The Great Wall. The Leadership Secrets of Genghis Khan combina storia con la teoria del comando. Xanadu: Marco Polo and the Discovery of the East fu pubblicato nel 2009. Il 2011 fu l'anno di Samurai: The Last Warrior, riguardante la storia della ribellione fallimentare di Saigō Takamori del 1877 contro l'imperatore giapponese.
Un'edizione rinnovata del suo libro su Genghis Khan, con i risultati di una spedizione su una montagna dove si ipotizza che sia sepolto, è stato pubblicato nel 2011.
Nel 2007 John Man fu premiato con la Mongolia's Friendship Medal per i suoi contributi alle relazioni tra Regno Unito e Mongolia.
The Mongol Empire (2014) racconta la storia del più grande impero del mondo, iniziato da Genghis e portato alla sua massima estensione da suo nipote Kublai. Sviluppa due temi principali trattati in due precedenti libri di Man: la natura dell'ideologia mongola di conquista del mondo, e le conseguenze per il mondo moderno della conquista della Cina da parte di Kublai. 
Nel 2014 Xanadu fu acquistato da HarperCollins US, che diede al libro il nuovo titolo  Marco Polo per accompagnarlo all'uscita della serie tv "Marco Polo" in 10 parti su Netflix.
Man è sposato con Timberlake Wertenbaker.

## Opere
- John Man e Helen Douglas-Cooper, The Birth of Our Planet. The Earth, Its Wonders, Its Secrets, Readers Digest Assn, 1999, ISBN 9780762101399.
- John Man, Gobi: Tracking the Desert, Weidenfeld & Nicolson, 1997, ISBN 9780297818595.
- John Man, Atlas of the Year 1000, Harvard University Press, 1999, ISBN 9780674541870.
- John Man, Alpha Beta: How 26 Letters Shaped the Western World, Random House, 2010, ISBN 9781409045335.
- John Man, Comets, Meteors and Asteroids, DK Pub., 2001, ISBN 9780789481597.
- John Man, The Gutenberg Revolution: The Story of a Genius and an Invention that Changed the World, Bantam Books, 2009, ISBN 9780553819663.
- John Man, Genghis Khan: Life, Death and Resurrection, Macmillan, 2013, ISBN 9781466861565.
- John Man, Attila: The Barbarian King Who Challenged Rome, Bantam, 2005, ISBN 9780593054215.
- John Man, Kublai Khan, (2006.
- John Man, The Terracotta Army: China's First Emperor and the Birth of a Nation, 2007.
- John Man, The Great Wall: The Extraordinary Story of China's Wonder of the World, 2008.
- John Man, The Leadership Secrets of Genghis Khan, 2009.
- John Man, Xanadu: Marco Polo and Europe's Discovery of the East, 2009.
- John Man, Samurai: The Last Warrior, 2011.
- John Man, Ninja: 1,000 Years of the Shadow Warriors, 2012.
- John Man, The Mongol Empire: Genghis Khan, his heirs and the founding of modern China, 2014.
- John Man, Marco Polo: The Journey that Changed the World, 2014.
- John Man, Saladin: The Life, The Legend and the Islamic Empire, 2015.